# 두경녕
 두경녕(杜慶寧, 952년3월∼1018(戊午))는 고려 초기 전라북도 김제시 지역(옛 만경현) 만경(萬頃)을 본관(本貫)으로 하는 두릉두씨 시조(始祖)이며, 송나라 병부상서(兵部尙書)을 지냈고, 품계는 두릉군(杜陵君)이다.

## 개설
```
두경녕(杜慶寧)은 만경(萬頃)을 본관(本貫)으로하는 두릉두씨 시조(始祖)이며, 품계는 두릉군(杜陵君)이다. 중국 송나라에서 송(宋)나라에서 병부상서를 지냈으며 고려 초기에 아들인 중서사인(中書舍人) 두지건(杜之建)과 우습유(右拾遺) 두지방(杜之逢) 형제를 데리고과 함께 송나라에서 고려국 만경현 (萬頃縣)에 표착하여 두릉두씨(杜陵杜氏)의 시조가 되었다.
```

## 가계
```
 두경녕(杜慶寧)은 두릉두씨시조이다.  송(宋)나라에서 병부상서를 지냈다.  배(配)는 중국 송나라의 국부인(國夫人) 농서이씨(隴西李氏)이다.
```

## 활동 사항
시조(始祖) 두경녕(杜慶寧)은 송(宋) 태종 때 병부상서(兵部尙書)를 지냈다. 『두릉두씨세보(杜陵杜氏世譜)』에 의하면 그는 송(宋) 진종의 왕위 계승 문제에 관해 상소를 올려 직간하다가 진종에게 미움을 받아 소주자사(蘇州刺史)로 좌천되었다. 이에 아들인 중서사인(中書舍人) 두지건(杜之建)과 우습유(右拾遺) 두지방(杜之逢) 형제를 데리고 정처 없이 배를 타고 바다를 건너가서 1004년(목종 7) 궁지현(宮池縣：지금의 전라북도 김제군 만경읍)에 표착하여 고려에 귀화하였다. 목종은 두경녕에게 우사관(右司官)의 벼슬을 내리고 궁지현을 식읍으로 하사한 후 두릉군(杜陵君)에 봉하였다. 궁지도는 당시 만경현(萬頃縣)에 속했던 섬이다. 시조 두경녕의 묘소는 전라북도 부안군 하서면 청호리 석불산에 있다. 고려 문종 때 현내 주산(主山)에 두씨 2세조 두지건(杜之建)을 장사지냄으로써 산 이름을 두산(杜山), 혹은 두릉(杜陵)이라 부른 데서 후손들이 두릉을 본관으로 삼았다
```
두경녕(杜慶寧)의 이름을 떨친 후손으로는 고려시대에 서경유수 조위총난을 평정하고 삼한후벽상공신에 제수되고, 문하시중(門下侍中)·중서령(中書令)에 이른 두경승장군, 고려 명종조 최충헌의 독재체제 수립과정에서 숙청된 두응룡(杜應龍)장군, 고려말기의 문신으로 정2품 평장사를 지내고 장암가(長巖歌)로 유명한 두영철(杜英哲)이 있다. 조선시대에 이르러 13세손으로 도총관을 지낸 두양필(杜良弼), 14세손으로 진무일등공신이었던 두기문(杜起文) 등이 있다.
```

## 묘소
전라북도 부안군 하서면 청호리 석불산에 있다.

## 평가
```
두경녕(杜慶寧)은 만경(萬頃)을 본관(本貫)으로하는 두릉두씨2세조이다. 고려 초기에 부친인 병부상서 두경녕과 함께 송나라에서 고려국 만경현 (萬頃縣)에 표착하여 두릉두씨(杜陵杜氏)의 2세조가 되었다. 고려 덕종(德宗) 경강왕(敬康王) 때 부친의 작위를 세습받아 두릉군에 봉해졌으며 만경현의 명칭이 두산(杜山), 혹은 두릉(杜陵)이라 부른 데서 후손들이 두릉(杜陵)을 본관으로 삼았다
```

## 참고 문헌
- 『고려사』 100권 열전13 두경승편
- 『고려사절요』
- 『신증동국여지승람』
- 『만경읍지』( 조선시대 정조연간)
- 『김제군지』(김제군지편찬위원회, 1994)
- 『김제시사』(김제시사편찬위원회, 2000)
- 『전라 문화의 맥과 전북 인물』(전북 대학교 전라 문화 연구소, 1990)
- 두릉두씨 [杜陵杜氏] (한국향토문화전자대전)
- 『두릉두씨 세보 [杜陵杜氏世譜]』 1898.
- 『두릉두씨 세보 [杜陵杜氏世譜]』 1925.